# Grève Pullman

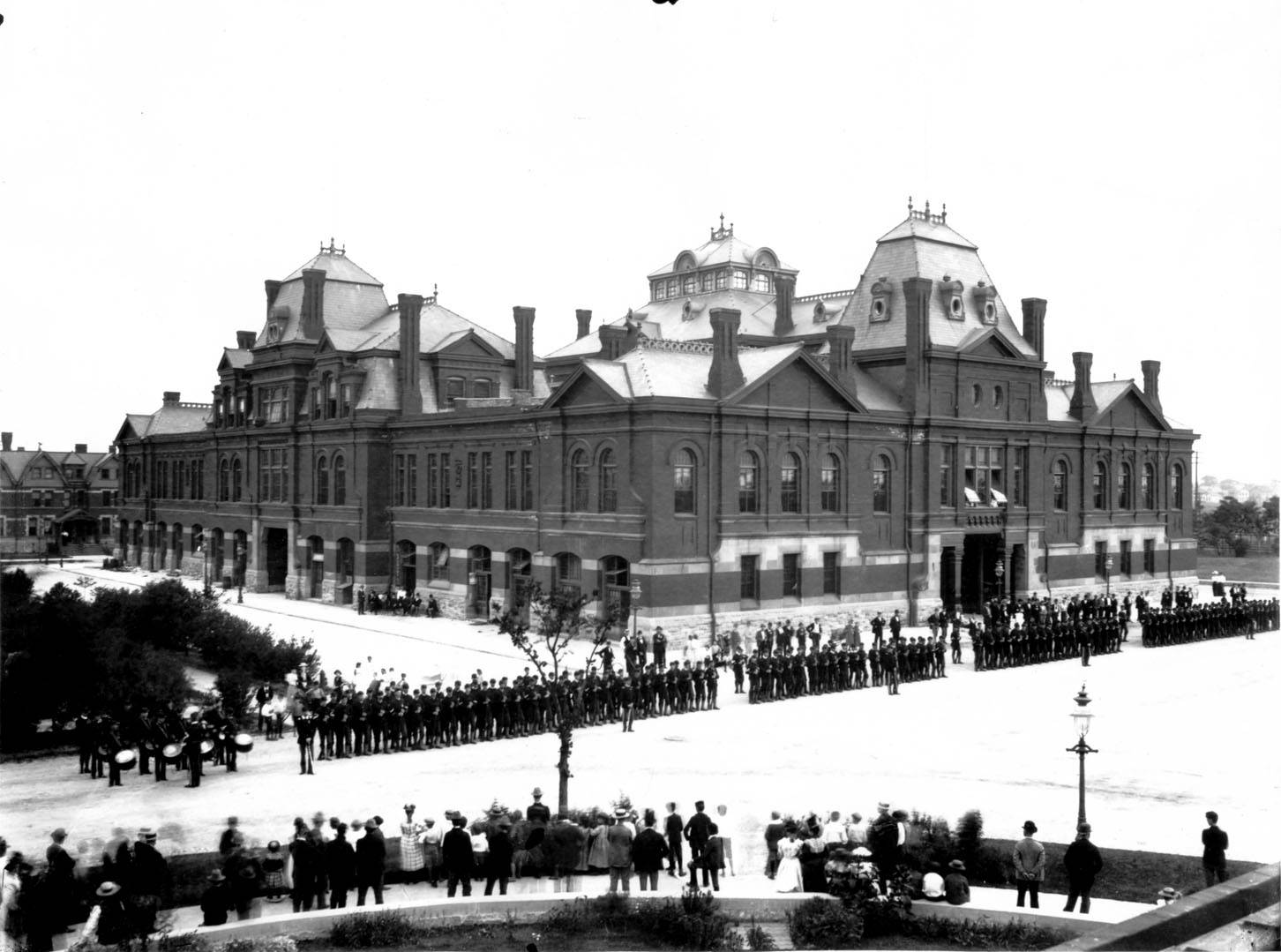
Grévistes devant l'immeuble Arcade de la cité ouvrière Pullman (actuel secteur de Pullman à Chicago). La Garde Nationale de l'Illinois protège le bâtiment durant la grève (1894).

La grève Pullman (en anglais Pullman Strike) désigne un contentieux qui débuta le 11 mai 1894 à Chicago aux États-Unis, quand environ 3 000 employés de la Pullman Company entamèrent une grève sauvage, en réaction à des baisses de salaire, ce qui paralysa entièrement le trafic ferroviaire dans tout l'ouest de Chicago.
Durant les jours qui suivirent, la grève Pullman devint un conflit social d'ampleur national entre les syndicats de travailleurs et les entreprises ferroviaires.
L'American Railway Union (ou ARU), le premier syndicat national du secteur, dirigé par Eugene Victor Debs, se retrouva par la suite mêlé à ce que le quotidien The New York Times décrivit comme « une lutte opposant le plus important syndicat de travailleurs et la totalité des entreprises du chemin de fer » (“a struggle between the greatest and most important labor organization and the entire railroad capital”) qui concernait quelque 250 000 travailleurs dans vingt-sept États à son apogée.
Le maire de Chicago John Patrick Hopkins ordonna aux policiers de faire cesser la grève. Le président Grover Cleveland envoya les troupes fédérales à Chicago pour épauler les policiers qui furent rapidement débordés, ce qui provoqua un questionnement au sein même de son propre cabinet : la Constitution lui donnait-elle ce pouvoir ? Le conflit atteignit son acmé le 6 juillet, peu après l'arrivée des troupes fédérales dans la ville, et prit fin quelques jours plus tard. Des inculpations civiles et pénales furent prononcées contre les instigateurs de la grève ainsi que contre Eugene Victor Debs. La Cour suprême rendit une décision unanime, baptisée In re Debs, avalisant les agissements du président Cleveland.

## Grève

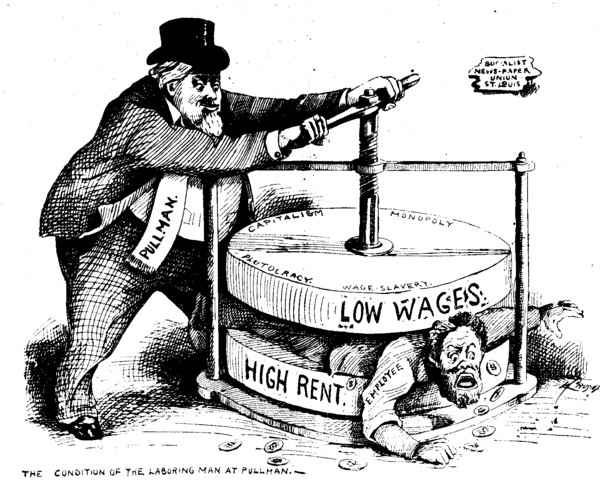
Caricature politique publiée par le journal Chicago Labor le 7 juillet 1894 illustrant les conditions d'un ouvrier de la Pullman Company. L'employé est coincé par Pullman entre un salaire bas et un loyer élevé.

Durant la panique économique de 1893, la Pullman Company baissa les salaires tandis que la demande en wagon se faisait moins importante et que les revenus de la compagnie chutaient. Une délégation de travailleurs se plaignit alors que l'entreprise, qui avait créé et possédait la cité ouvrière de Pullman ne réduise pas les loyers, mais George Pullman le propriétaire de la compagnie « refusa dédaigneusement de dialoguer avec eux » ("loftily declined to talk with them."). Beaucoup de travailleurs qui étaient membres de l'ARU, soutinrent la grève en décrétant un boycott qui consistait pour les cheminots à refuser de conduire des trains comprenant des wagons Pullman. La grève stoppa efficacement la production dans les usines Pullman et entraîna un lock-out ou cadenassage. Les cheminots de tout le pays refusèrent d'aiguiller les wagons Pullman (et par la suite les wagons Wagner Palace) attelés aux trains. L'ARU déclara que si les aiguilleurs respectaient le boycott, elle débuterait une grève de soutien.
Le boycott débuta le 26 juin 1894. En quatre jours, 125 000 travailleurs de vingt-neuf compagnies ferroviaires préférèrent quitter le travail plutôt que de manipuler des wagons Pullman. Ces compagnies mirent de l'huile sur le feu en embauchant des travailleurs remplaçants (c'est-à-dire des briseurs de grève), ce qui ne fit qu'envenimer la situation. Beaucoup
de travailleurs afro-américains, craignant que l'American Railway Union ne les prive de trouver un autre travail, franchirent le piquet de grève pour la briser, ce qui ajouta une tension raciale au conflit.
Le 29 juillet 1894, Debs organisa un rassemblement pacifique pour appeler tous les cheminots de Chicago à soutenir la grève. Quelques groupes de manifestants furieux ayant assisté au rassemblement mirent ensuite le feu à des bâtiments à proximité et firent dérailler une locomotive. Ailleurs aux États-Unis, des grévistes solidaires empêchèrent le transport de marchandises en quittant le travail, en obstruant les rails et en menaçant et en agressant les briseurs de grève. Ceci focalisa encore davantage l'opinion publique sur l'affaire et la nécessité d'une intervention fédérale se fit plus pressante.
Les compagnies ferroviaires obtinrent qu'Edwin Walker, leur conseiller juridique soit nommé procureur fédéral exceptionnel et il fut chargé de gérer la crise. Walker obtint une injonction interdisant aux leaders syndicaux de soutenir la grève et demandant aux grévistes la reprise du travail, sous peine de quoi ils s'exposaient à un licenciement. Debs et d'autres cadres syndicaux ignorèrent l'injonction, l'intervention des troupes fédérales fut requise.
La grève fut interrompue par des marshals et par quelque 12 000 soldats de l'armée américaine commandés par le général Nelson Miles. L'envoi de ces troupes par le président Cleveland était motivé par le fait que la grève empêchait la distribution du courrier, désobéissait à une injonction fédérale et représentait un trouble de l'ordre public. L'arrivée des soldats à Chicago favorisa des éruptions de violence. Durant la grève, treize grévistes furent tués et cinquante-sept furent blessés. Environ 6 000 travailleurs causèrent pour 340 000 dollars de dégradation de propriété privée (ce qui correspond en 2007 à environ 6 800 000 dollars).

## Procès
Clarence Darrow accepta de défendre Debs et, après une brillante plaidoirie, se fit « voler la victoire » par le procureur qui abandonna l'accusation d'obstruction du courrier, car un juré était souffrant. Debs fut ensuite jugé coupable d'avoir violé l'injonction fédérale et condamné à six mois de prison.
À l'époque de son arrestation, Debs n'était pas socialiste. Cependant durant sa détention, il prit connaissance des travaux de Karl Marx. Après sa libération en 1895, il devint une figure de proue du socialisme en Amérique. Il présenta la première de ses cinq candidatures à la présidence des États-Unis en 1900.
Une commission d'enquête fut mise sur pied pour étudier les causes de la grève et conclut  qu'elle était en partie due au paternalisme de Pullman et que la cité ouvrière Pullman était « antiaméricaine » ("un-American"). En 1898, la Cour suprême de l'Illinois ordonna à la Pullman Company de céder la propriété qui fut rattachée à la ville de Chicago.
George Pullman par la suite demeura impopulaire au sein de la classe ouvrière, et quand il mourut en 1897, il fut enterré au cimetière de Graceland de nuit, dans un cercueil scellé à l'intérieur d'un caveau fait d'acier et de béton. Plusieurs tonnes de ciment furent déversées pour éviter que sa dépouille ne fut exhumée et profanée par des militants ouvriers.

## Lectures cursives
- (en) Carl Smith, Urban Disorder and the Shape of Belief : The Great Chicago Fire, the Haymarket Bomb, and the Model Town of Pullman, Chicago, Ill., University of Chicago Press, 1995 (ISBN 978-0-226-76416-0, LCCN 94016704)